# Jagiellonia Białystok w europejskich pucharach
Jagiellonia Białystok w europejskich klubowych rozgrywkach piłkarskich zadebiutowała w 2010 roku w III rundzie eliminacyjnej Ligi Europy UEFA.

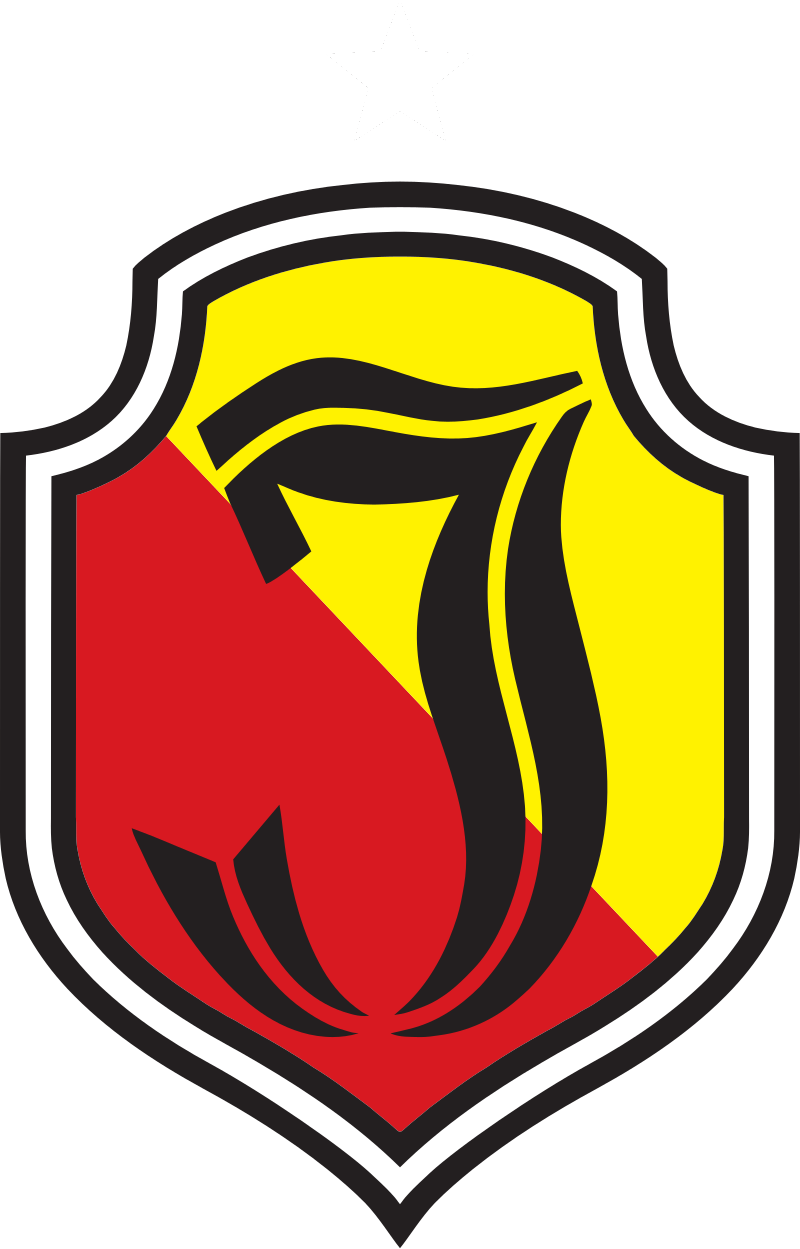
Herb Jagiellonii Białystok

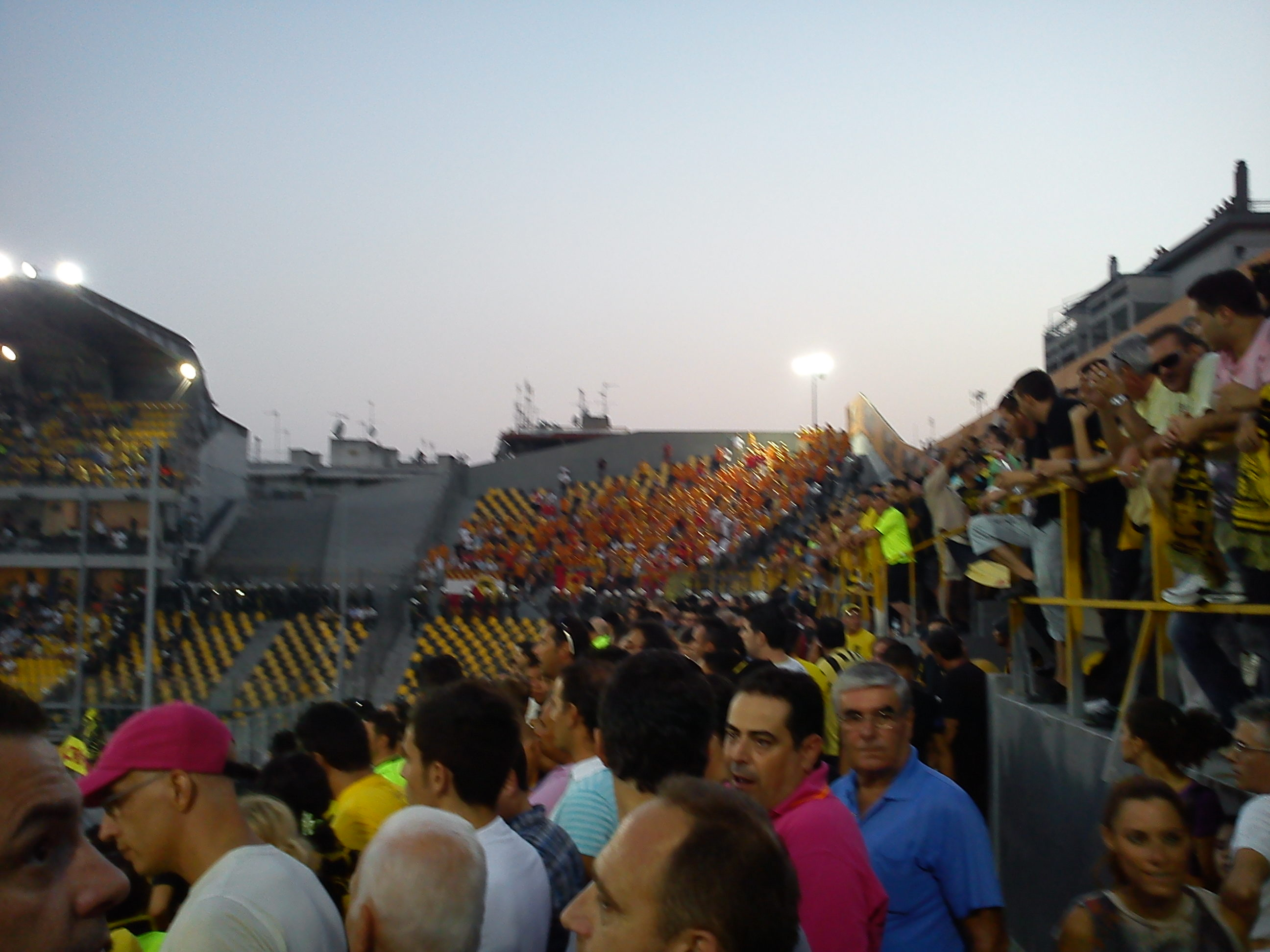
Kibice Jagiellonii na meczu wyjazdowym z Arisem Saloniki (5 sierpnia 2010)

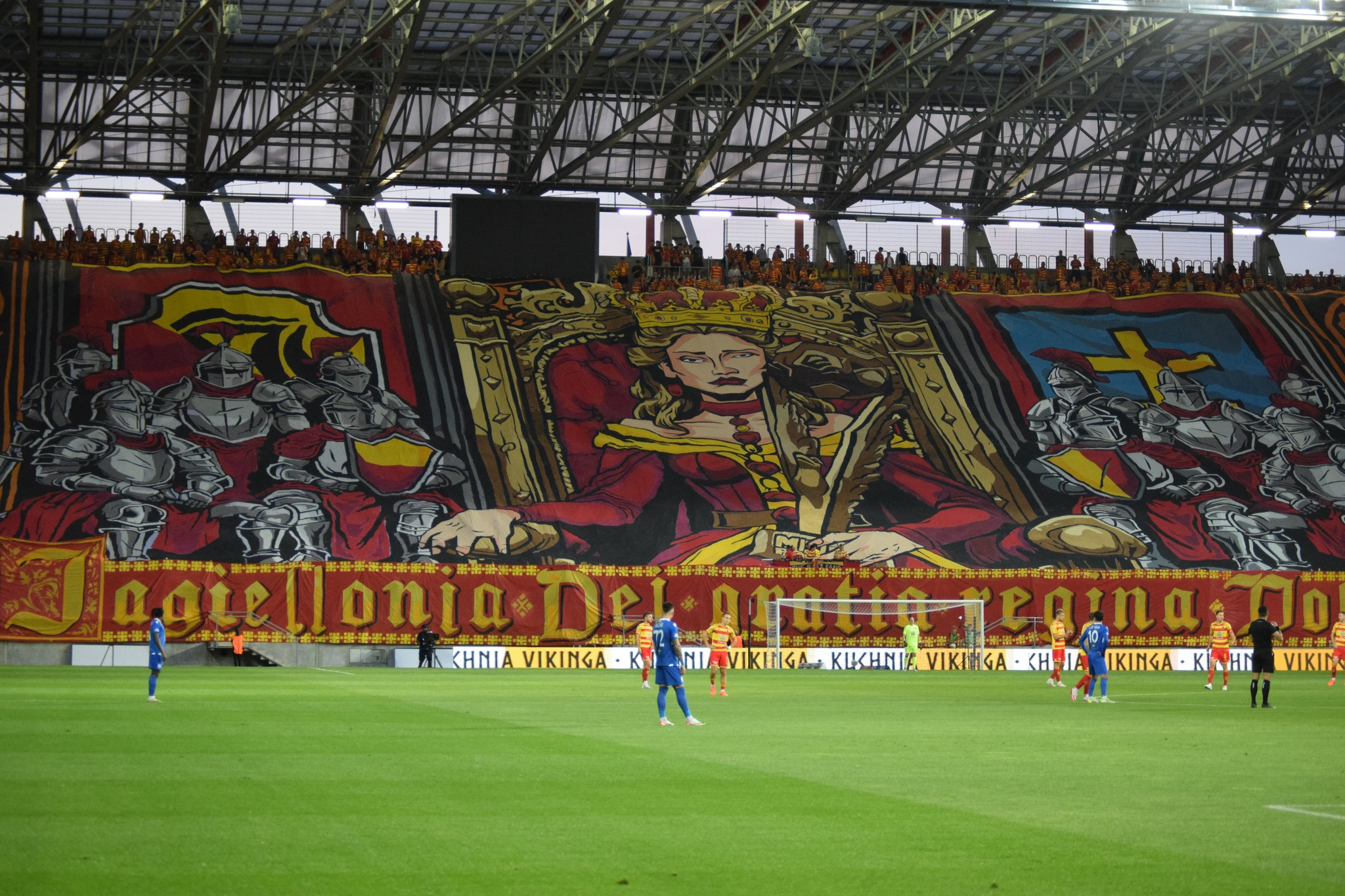
Mecz Jagiellonia v FK Poniewież (3–1)

| Sezon   | Rozgrywki        | Runda       | Przeciwnik          | Dom | Wyjazd | Ogólnie/Liga | Ogólnie/Liga | Ogólnie/Liga |
| ------- | ---------------- | ----------- | ------------------- | --- | ------ | ------------ | ------------ | ------------ |
| 2010/11 | Liga Europy      | 3Q          | Aris FC             | 1:2 | 2:2    | 3:4          | 3:4          | 3:4          |
| 2011/12 | Liga Europy      | 1Q          | Irtysz Pawłodar     | 1:0 | 0:2    | 1:2          | 1:2          | 1:2          |
| 2015/16 | Liga Europy      | 1Q          | Kruoja Pokroje      | 8:0 | 1:0    | 9:0          | 9:0          | 9:0          |
| 2015/16 | Liga Europy      | 2Q          | Omonia Nikozja      | 0:0 | 0:1    | 0:1          | 0:1          | 0:1          |
| 2017/18 | Liga Europy      | 1Q          | Dinamo Batumi       | 4:0 | 1:0    | 5:0          | 5:0          | 5:0          |
| 2017/18 | Liga Europy      | 2Q          | FK Qəbələ           | 0:2 | 1:1    | 1:3          | 1:3          | 1:3          |
| 2018/19 | Liga Europy      | 2Q          | Rio Ave FC          | 1:0 | 4:4    | 5:4          | 5:4          | 5:4          |
| 2018/19 | Liga Europy      | 3Q          | KAA Gent            | 0:1 | 1:3    | 1:4          | 1:4          | 1:4          |
| 2024/25 | Liga Mistrzów    | 2Q          | FK Poniewież        | 3:1 | 4:0    | 7:1          | 7:1          | 7:1          |
| 2024/25 | Liga Mistrzów    | 3Q          | FK Bodø/Glimt       | 0:1 | 1:4    | 1:5          | 1:5          | 1:5          |
| 2024/25 | Liga Europy      | PO          | AFC Ajax            | 1:4 | 0:3    | 1:7          | 1:7          | 1:7          |
| 2024/25 | Liga Konferencji | Faza ligowa | FC Kopenhaga        | X   | 2:1    | 11           | 3            | 2:1          |
| 2024/25 | Liga Konferencji | Faza ligowa | Petrocub Hîncești   | 2:0 | X      | 7            | 6            | 4:1          |
| 2024/25 | Liga Konferencji | Faza ligowa | Molde FK            | 3:0 | X      | 3            | 9            | 7:1          |
| 2024/25 | Liga Konferencji | Faza ligowa | NK Celje            | X   | 3:3    | 3            | 10           | 10:4         |
| 2024/25 | Liga Konferencji | Faza ligowa | FK Mladá Boleslav   | X   | 0:1    | 8            | 10           | 10:5         |
| 2024/25 | Liga Konferencji | Faza ligowa | Olimpija Lublana    | 0:0 | X      | 9            | 11           | 10:5         |
| 2024/25 | Liga Konferencji | PO          | FK TSC Bačka Topola | 3:1 | 3:1    | 6:2          | 6:2          | 6:2          |
| 2024/25 | Liga Konferencji | 1/8         | Cercle Brugge       | 3:0 | 0:2    | 3:2          | 3:2          | 3:2          |
| 2024/25 | Liga Konferencji | 1/4         | Real Betis          | 1:1 | 0:2    | 1:3          | 1:3          | 1:3          |
| 2025/26 | Liga Konferencji | 2Q          | FK Novi Pazar       | 3:1 | 2:1    | 5:2          | 5:2          | 5:2          |
| 2025/26 | Liga Konferencji | 3Q          | Silkeborg IF        | 2:2 | 1:0    | 3:2          | 3:2          | 3:2          |
| 2025/26 | Liga Konferencji | PO          | Dinamo Tirana       | -   | -      | :            | :            | :            |

Legenda do wszystkich tabel:
- Q – runda eliminacyjna, 1/16, 1/8, 1/4, 1/2 – odpowiednia faza rozgrywek, Grupa – runda grupowa, 1r gr – pierwsza runda grupowa, 2r gr – druga runda grupowa, F – finał, R – runda, PO – play-off
- k. – rzuty karne, los. – losowanie, Dogr. – dogrywka, w. – zasada bramek strzelonych na wyjeździe

## Szczegóły spotkań

### Liga Europy UEFA 2010/2011

#### III runda kwalifikacyjna
| 1(1) 29 lipca 2010 | Jagiellonia Białystok | 1:2   | Aris FC         |                                                                        |
| 20:45 CET          | Grzyb 24'             | (1:2) | Calvo 3' (k) 7' | Stadion Miejski w Białymstoku Białystok, Polska Sędzia: Espen Berntsen |

| 2(2) 5 sierpnia 2010 | Aris FC              | 2:2   | Jagiellonia Białystok             |                                                                              |
| 19:45 CET            | Cesarec 19' (k.) 75' | (1:1) | Michel (sam.) 26' · Burkhardt 66' | Stadion im. Kleantisa Wikielidisa Saloniki, Grecja Sędzia: Alexandru Deaconu |

### Liga Europy UEFA (2011/2012)

#### I runda kwalifikacyjna
| 1(3)30 czerwca 2011 | Jagiellonia Białystok | 1:0   | Irtysz Pawłodar |                                                                                      |
| 20:30 CET           | Frankowski 80'        | (0:0) |                 | Stadion Miejski w Białymstoku Białystok, Polska Widzów: 4200 Sędzia: Vlado Glodjović |

| 2(4)7 lipca 2011 | Irtysz Pawłodar             | 2:0   | Jagiellonia Białystok |                                                                         |
| 15:00 CET        | Coulibaly 37' · Maltsev 43' | (2:0) |                       | Stadion Centralny Pawłodar, Kazachstan Widzów: 9560 Sędzia: Alain Bieri |

### Liga Europy UEFA 2015/2016

#### I runda eliminacyjna
| 1(5)2 lipca 2015 | Kruoja Pokroje | 0:1   | Jagiellonia Białystok |                                                               |
| 17:00 CET        |                | (0:0) | 90+3' Świderski       | Savivaldybė Stadion, Szawle. Widzów: 2354 Sędzia: João Capela |

| 2(6)9 lipca 2015 | Jagiellonia Białystok                                                        | 8:0   | Kruoja Pokroje |                                                                  |
| 20:30 CET        | Gajos 3' · Świderski 8' · Tuszyński 18', 45', 49' · Frankowski 64', 75', 80' | (4:0) |                | Stadion Miejski, Białystok Widzów: 13 724 Sędzia: Domagoj Vučkov |

#### II runda eliminacyjna
| 1(7)16 lipca 2015 | Jagiellonia Białystok | 0:0 | Omonia Nikozja |                                                                 |
| 20:30 CET         |                       |     |                | Stadion Miejski, Białystok Widzów: 16 067 Sędzia: Bojan Pandžić |

| 2(8)23 lipca 2015 | Omonia Nikozja | 1:0   | Jagiellonia Białystok |                                                           |
| 18:00 CET         | Sheridan 8'    | (1:0) |                       | Stadion GSP, Nikozja Widzów: 17 481 Sędzia: Danilo Grujić |

### Liga Europy UEFA 2017/2018

#### I runda eliminacyjna
| 1(9)29 czerwca 2017 | Dinamo Batumi | 0:1   | Jagiellonia Białystok |                                                                           |
| 18:00 CET           |               | (0:0) | Cillian Sheridan 49'  | Stadion im. Ramaza Szengeli, Gruzja Widzów: 4 000 Sędzia: Erik Lambrechts |

| 2(10)6 lipca 2017 | Jagiellonia Białystok                                                | 4:0   | Dinamo Batumi |                                                                     |
| 20:30 CET         | Guti 58', Fedor Černych 81', · Ivan Runje 88', Łukasz Sekulski 90+3' | (0:0) |               | Stadion Miejski, Białystok Widzów: 13 538 Sędzia: Jurij Możarowśkyj |

#### II runda eliminacyjna
| 1(11)13 lipca 2017 | FK Qəbələ                 | 1:1   | Jagiellonia Białystok |                                                              |
| 19:00 CET          | Steven Joseph-Monrose 47' | (0:1) | Romanczuk 15'         | Bakcell Arena, Azerbejdżan Widzów: 6 500 Sędzia: Marco Fritz |

| 2(12)20 lipca 2017 | Jagiellonia Białystok | 0:2   | FK Qəbələ                             |                                                                      |
| 20:30 CET          |                       | (0:1) | Ilgar Gurbanov 18' · Filip Ozobić 89' | Stadion Miejski, Białystok Widzów: 13 326 Sędzia: Sebastian Colţescu |

### Liga Europy UEFA 2018/2019

#### II runda eliminacyjna
| 1(13)26 lipca 2018 | Jagiellonia Białystok | 1:0   | Rio Ave FC |                                                                                |
| 19:20 CET          | Mateusz Machaj 9'     | (1:0) |            | Stadion Miejski, Białystok Widzów: 13 725 Sędzia: Ricardo de Burgos Bengoetxea |

| 2(14)2 sierpnia 2018 | Rio Ave FC                                 | 4:4   | Jagiellonia Białystok                           |                                                          |
| 21:00 CET            | Galeno 27', 45' · Gelson 63' · Furtado 84' | (2:1) | Sheridan 6' · Romanczuk 56', 79' · Pospíšil 72' | Estádio do Rio Ave FC, Portugalia Sędzia: Marco Di Bello |

#### III runda eliminacyjna
| 1(15)9 sierpnia 2018 | Jagiellonia Białystok | 0:1   | KAA Gent     |                                                                 |
| 19:20 CET            |                       | (0:0) | J. David 85' | Stadion Miejski, Białystok Widzów: 15 591 Sędzia: Ali Palabıyık |

| 2(16)16 sierpnia 2018 | KAA Gent                                         | 3:1   | Jagiellonia Białystok |                                                |
| 20:30 CET             | T. Awoniyi 13' · R. Yaremchuk 84' · J. David 89' | (1:0) | Martin Pospíšil 58'   | Ghelamco Arena, Belgia Sędzia: Bastian Dankert |

### Liga Mistrzów UEFA 2024/2025

#### II runda eliminacyjna
| 1(17)23 lipca 2024 | FK Poniewież | 0:4   | Jagiellonia Białystok                                         |                                                                 |
| 17:30 CET          |              | (0:3) | Jesús Imaz 15' · Jesús Imaz 28' · Jesús Imaz 29' · Hansen 80' | Stadion Aukštaitija, Poniewież Widzów: 3 850 Sędzia: N. Simović |

| 2(18)31 lipca 2024 | Jagiellonia Białystok                         | 3:1   | FK Poniewież |                                                             |
| 20:30 CET          | Pululu 12'(k) · Pululu 69'(k) · Beneta 84'(s) | (1:0) | Gussiås 87'  | Stadion Miejski, Białystok Widzów: 17 589 Sędzia: V. Fotias |

#### III runda eliminacyjna
| 1(19)7 sierpnia 2024 | Jagiellonia Białystok | 0:1   | FK Bodø/Glimt  |                                                                |
| 20:45 CET            |                       | (0:0) | Diéguez 58'(s) | Stadion Miejski, Białystok Widzów: 19 447 Sędzia: S. Jablonski |

| 2(20)13 sierpnia 2024 | FK Bodø/Glimt                               | 4:1   | Jagiellonia Białystok |                                                           |
| 19:00 CET             | S.Fet 34' I.Määttä 38' S.Fet 56' K.Høgh 70' | (2:1) | P.Berg 4'(s)          | Aspmyra Stadion, Bodø Widzów: 7228 Sędzia: Benoît Bastien |

### Liga Europy UEFA 2024/2025

#### Runda Play-off
| 1(21)22 sierpnia 2024 | Jagiellonia Białystok | 1:4   | Ajax Amsterdam                                     |                                                               |
| 20:45 CET             | Diéguez 5'            | (1:2) | Akpom 9' · M. Godts 27' · Akpom 61' · Akpom 69'(k) | Stadion Miejski, Białystok Widzów: 19553 Sędzia: R. Obrenović |

| 2(22)29 sierpnia 2024 | Ajax Amsterdam                                             | 3:0   | Jagiellonia Białystok |                                                                 |
| 20:00 CET             | Kian Fitz-Jim 43' · Kenneth Taylor 64' · Brian Brobbey 71' | (1:0) |                       | Johan Cruijff Arena, Amsterdam Widzów: 54010 Sędzia: M. Mariani |

### Liga Konferencji UEFA 2024/2025

#### Faza Ligowa
| 1(23)3 października 2024 | FC Kopenhaga     | 1:2   | Jagiellonia Białystok        |                                                    |
| 21:00 CEST               | Chadzidiakos 12' | (1:0) | 51' Pululu · 90+7' Czurlinow | Parken, Kopenhaga Widzów: 22393 Sędzia: Rob Harvey |

| 2(24)24 października 2024 | Jagiellonia Białystok | 2:0   | Petrocub Hîncești |                                                                |
| 18:45 CEST                | Pululu 69', 72'       | (1:0) |                   | Stadion Miejski, Białystok Widzów: 14021 Sędzia: Daniyar Sakhi |

| 3(25)7 listopada 2024 | Jagiellonia Białystok       | 3:0   | Molde FK |                                                                  |
| 21:00 CET             | Pululu 6' · Hansen 60', 75' | (1:0) |          | Stadion Miejski, Białystok Widzów: 12478 Sędzia: Miloš Milanović |

| 4(26)28 listopada 2024 | NK Celje                                | 3:3   | Jagiellonia Białystok              |                                                 |
| 18:45 CET              | Zec 7' · Nieto 54' · Diéguez 80' (sam.) | (1:1) | 34' Pululu · 71' Imaz · 78' Hansen | Stadion Z’dežele, Celje Sędzia: Allard Lindhout |

| 5(27)12 grudnia 2024 | FK Mladá Boleslav | 1:0   | Jagiellonia Białystok |                                                         |
| 21:00 CET            | Patrik Vydra 76'  | (0:0) |                       | Stadion Miejski, Mladá Boleslav Sędzia: David Dickinson |

| 6(28)19 grudnia 2024 | Jagiellonia Białystok | 0:0   | Olimpija Lublana |                                                 |
| 21:00 CET            |                       | (0:0) |                  | Stadion Miejski, Białystok Sędzia: Luis Godinho |

Faza Play-off
| 1(29)13 lutego 2025 | TSC Bačka Topola | 1:3   | Jagiellonia Białystok      |                                                            |
| 18:45 CET           | Mboungou 28'     | (1:1) | 31', 89' Imaz · 81' Pululu | TSC Arena, Bačka Topola Widzów: 2550 Sędzia: António Nobre |

| 2(30)20 lutego 2025 | Jagiellonia Białystok                       | 3:1   | TSC Bačka Topola |                                                    |
| 21:00 CET           | Hansen 8' · Imaz 70' · Radojević 76' (sam.) | (1:1) | 17' Lazetić      | Stadion Miejski, Białystok Sędzia: Allard Lindhout |

1/8 finału
| 1(31)6 marca 2025 | Jagiellonia Białystok                | 3:0   | Cercle Brugge |                                                                          |
| 21:00 CET         | Pululu 69' (k.), 78' · Romanczuk 75' | (0:0) |               | Stadion Miejski, Białystok Widzów: 17 221 Sędzia: Anastasios Sidiropulos |

| 2(32)13 marca 2025 | Cercle Brugge                           | 2:0   | Jagiellonia Białystok |                                                                |
| 18:45 CET          | Van der Bruggen 8' · Felipe Augusto 50' | (1:0) |                       | Jan Breydel Stadion, Brugia Widzów: 4 646 Sędzia: Morten Krogh |

1/4 finału
| 1(33)10 kwietnia 2025 | Real Betis                    | 2:0   | Jagiellonia Białystok |                                                                          |
| 21:00 CEST            | Bakambu 24' · Rodríguez 45+2' | (2:0) |                       | Estadio Benito Villamarín, Sewilla Widzów: 56 442 Sędzia: Anthony Taylor |

| 2(34)17 kwietnia 2025 | Jagiellonia Białystok | 1:1   | Real Betis  |                                                                  |
| 18:45 CEST            | Czurlinow 81'         | (0:0) | Bakambu 78' | Stadion Miejski, Białystok Widzów: 20 003 Sędzia: Clément Turpin |

### Liga Konferencji UEFA 2025/2026

#### II runda kwalifikacyjna
| 1(35)24 lipca 2025 | FK Novi Pazar | 1:2   | Jagiellonia Białystok    |                                                                              |
| 19:00 CET          | Opara 19'     | (1:1) | Rallis 9' · Pululu 90+5' | Stadion Miejski Novi Pazar, Serbia Widzów: 6 271 Sędzia: Matthew De Gabriele |

| 2(36)31 lipca 2025 | Jagiellonia Białystok                      | 3:1   | FK Novi Pazar |                                                                                         |
| 20:15 CET          | Pululu 50' · Pululu 73'(k) · Romanczuk 90' | (0:0) | 85' Abdullahi | Stadion Miejski w Białymstoku Białystok, Polska Widzów: 16 128 Sędzia: Atilla Karaoğlan |

#### III runda kwalifikacyjna
| 1(37)7 sierpnia 2025 | Silkeborg IF | 0:1   | Jagiellonia Białystok |                                                                 |
| 19:00 CET            |              | (0:1) | 15' Vital             | JYSK park Silkeborg, Dania Widzów: 4 289 Sędzia: Jamie Robinson |

| 2(38)14 sierpnia 2025 | Jagiellonia Białystok | 2:2   | Silkeborg IF                    |                                                                                        |
| 20:15 CET             | Imaz 29' · Imaz 35'   | (2:0) | 87' Sofus Berger · 90' Gammelby | Stadion Miejski w Białymstoku Białystok, Polska Widzów: 17 369 Sędzia: Eric Wattellier |

#### runda Play-off
| 1(39)21 sierpnia 2025 | Jagiellonia Białystok |  | Dinamo Tirana |                                                 |
| 00:00 CET             |                       |  |               | Stadion Miejski w Białymstoku Białystok, Polska |

| 2(40)28 sierpnia 2025 | Dinamo Tirana |  | Jagiellonia Białystok |                                         |
| 00:00 CET             |               |  |                       | Kompleksi Internacional Tirana, Albania |

## Statystyka występów w rozgrywkach UEFA

### Bilans spotkań
Aktualne na dzień 16 sierpnia 2025
| Rozgrywki                      | D / W  | Mecze | Z | R | P | Bramki | Bramki | Rozgrywki        | D / W  | Mecze | Z | R | P | Bramki | Bramki |
| ------------------------------ | ------ | ----- | - | - | - | ------ | ------ | ---------------- | ------ | ----- | - | - | - | ------ | ------ |
| Eliminacje do Ligi Mistrzów    | D      | 2     | 1 | 0 | 1 | 3      | 2      | Liga Mistrzów    |        |       |   |   |   |        |        |
| Eliminacje do Ligi Mistrzów    | W      | 2     | 1 | 0 | 1 | 5      | 4      | Liga Mistrzów    |        |       |   |   |   |        |        |
| Eliminacje do Ligi Mistrzów    | Ogółem | 4     | 2 | 0 | 2 | 8      | 6      | Liga Mistrzów    |        |       |   |   |   |        |        |
| Eliminacje do Ligi Europy      | D      | 9     | 4 | 1 | 4 | 16     | 9      | Liga Europy      |        |       |   |   |   |        |        |
| Eliminacje do Ligi Europy      | W      | 9     | 2 | 3 | 4 | 10     | 16     | Liga Europy      |        |       |   |   |   |        |        |
| Eliminacje do Ligi Europy      | Ogółem | 18    | 6 | 4 | 8 | 26     | 25     | Liga Europy      |        |       |   |   |   |        |        |
| Eliminacje do Ligi Konferencji | D      | 2     | 1 | 1 | 0 | 5      | 3      | Liga Konferencji | D      | 6     | 5 | 1 | 0 | 12     | 2      |
| Eliminacje do Ligi Konferencji | W      | 2     | 2 | 0 | 0 | 3      | 1      | Liga Konferencji | W      | 6     | 2 | 2 | 2 | 8      | 10     |
| Eliminacje do Ligi Konferencji | Ogółem | 4     | 3 | 1 | 0 | 8      | 4      | Liga Konferencji | Ogółem | 12    | 6 | 3 | 3 | 20     | 12     |

|                                                   | Mecze | Z  | R | P  | Bramki | Bramki |
| ------------------------------------------------- | ----- | -- | - | -- | ------ | ------ |
| Razem wszystkie mecze w rozgrywkach europejskich: | 38    | 17 | 8 | 13 | 62     | 47     |

### Strzelcy bramek
Aktualne na dzień 16 sierpnia 2025
| Lp.           | Nazwisko              | Bramki LM | Bramki LE | Bramki LK | Razem |
| ------------- | --------------------- | --------- | --------- | --------- | ----- |
| 1             | Afimico Pululu        | 2         |           | 11        | 13    |
| 2             | Jesús Imaz            | 3         |           | 6         | 9     |
| 3             | Kristoffer Hansen     | 1         |           | 4         | 5     |
| 3             | Taras Romanczuk       |           | 3         | 2         | 5     |
| 4             | Patryk Tuszyński      |           | 3         |           | 3     |
| 4             | Przemysław Frankowski |           | 3         |           | 3     |
| 5             | Karol Świderski       |           | 2         |           | 2     |
| 5             | Cillian Sheridan      |           | 2         |           | 2     |
| 5             | Martin Pospíšil       |           | 2         |           | 2     |
| 5             | Darko Czurlinow       |           |           | 2         | 2     |
| 6             | Ivan Runje            |           | 1         |           | 1     |
| 6             | Tomasz Frankowski     |           | 1         |           | 1     |
| 6             | Maciej Gajos          |           | 1         |           | 1     |
| 6             | Rafał Grzyb           |           | 1         |           | 1     |
| 6             | Łukasz Sekulski       |           | 1         |           | 1     |
| 6             | Mateusz Machaj        |           | 1         |           | 1     |
| 6             | Guti                  |           | 1         |           | 1     |
| 6             | Fedor Černych         |           | 1         |           | 1     |
| 6             | Marcin Burkhardt      |           | 1         |           | 1     |
| 6             | Adrián Diéguez        | 1         |           |           | 1     |
| 6             | Dimitris Rallis       |           |           | 1         | 1     |
| 6             | Bernardo Vital        |           |           | 1         | 1     |
|               | samobójcze            | 2         | 1         | 1         | 4     |
| Bramki razem: | Bramki razem:         | 8         | 26        | 28        | 62    |

### Rekordy
- 10 bramek Afimico Pululu w Lidze Konferencji UEFA w sezonie 2024/25

#### Strzelcy hat-tricków dla Jagiellonii
Piłkarze, którzy zdobyli hat tricki w meczach rozgrywanych w ramach Ligi Europy UEFA;
- 1x - Patryk Tuszyński w meczu z Kruoja Pokroje (bramki strzelone w 19', 45' oraz 49').
- 1x - Przemysław Frankowski w II połowie meczu z Kruoja Pokroje (bramki strzelone w 64', 75' i 80').

Piłkarze, którzy zdobyli hat tricki w meczach rozgrywanych w ramach Ligi Mistrzów UEFA;
- 1x - Jesús Imaz w meczu z FK Poniewież (bramki strzelone w 15', 28' oraz 29').

#### Bramki samobójcze
- 1x - gol samobójczy dla zespołu Jagiellonii; strzelony przez Michela (Aris FC).
- 1x - gol samobójczy dla zespołu Jagiellonii; strzelony przez Siverta Stensetha Gussiåsa (FK Poniewież).

#### Inne
325 minut - rozegrał zespół Jagiellonii bez straconej bramki w Lidze Europy UEFA (bramki bronili bramkarze; Sandomierski 47' plus Drągowski 278').
Najwyższe zwycięstwo

- 8:0 – w meczu z Kruoja Pokroje rozegranym w Białymstoku.

Najwyższa porażka

- 4:1 – w meczu z AFC Ajax oraz FK Bodø/Glimt